# Lunca Bisericii
Lunca Bisericii falu Romániában, Erdélyben, Fehér megyében. Közigazgatásilag Alsóvidra községhez tartozik.

## Fekvése
Alsóvidra mellett fekvő település.

## Története
Lunca Bisericii korábban Alsóvidra része volt. 1956-ban vált külön településsé 80 lakossal.
1966-ban 84 lakosából 83 román, 1 ukrán volt. 1992-ben 78, a 2002-es népszámláláskor pedig 70 román lakosa volt.